# بوب أوليري
بوب أوليري (بالإنجليزية: Bob O'Leary)‏ (3 يناير 1951 بسانت لويس في الولايات المتحدة - 30 ديسمبر 1993 بمقاطعة أورانج في الولايات المتحدة) هو لاعب كرة قدم أمريكي في مركز الوسط. شارك مع منتخب الولايات المتحدة لكرة القدم. أما مع النوادي، فقد لعب مع كاليفورنيا سيرف ‏ وسانت لويس ستارز وSaint Louis Billikens men's soccer ‏ وسَانت لويس ستيمرز ‏ ونيويورك آروز ‏.

## وصلات خارجية
- بوب أوليري على موقع ناشيونال فوتبول تيمز (الإنجليزية)